# Болотная набережная
Боло́тная набережная (до 1922 включала бывший Кокоревский бульвар) — набережная по левому (северному) берегу
Водоотводного канала в районе Якиманка города Москвы. Начинается от
западной стрелки острова между Водоотводным каналом и рекой Москвой, оканчивается у Малого
Москворецкого моста. На набережную выходят улица Серафимовича, Болотная площадь, Фалеевский переулок. Нумерация домов запутана: от стрелки острова до Малого каменного моста идут нечётные номера от 1 до 15, от Малого Москворецкого моста до Фалеевского переулка — чётные, от 2 до 18.

## Происхождение названия
См. Болотная площадь.

## История

### Дореформенная Москва
Болотная набережная объединяет две исторические местности Москвы — Берсе́невку и Болото. Между ними с незапамятных времен проходит дорога на Калугу (см. Большая Якиманка, Большая Полянка.
Набережная ведет свою историю от прокладки Водоотводного канала в 1780-е годы. В XVIII веке между ним и Берсеневской набережной был учреждён Винно-соляной двор — крупнейший в городе акцизный склад, а к востоку от него, на Царицыном лугу (с начала XIX века — Болотная площадь), стояли лавки купцов.

### Индустриализация
Западная часть набережной (так же, как и расположенная к югу Голутвина слобода) в XIX веке превратилась в промышленную зону в самом центре города. В 1885 на Берсеневке начинается строительство фабрики Эйнем («Красный Октябрь»; первая фабрика Эйнем была построена в 1867 на Софийской набережной). В 1880 П. Н. Яблочков получил контракт на устройство электростанции для освещения Храма Христа Спасителя на Винно-соляном дворе, однако его компания к работам так и не приступила. После двух других неудачных попыток электростанцию на Берсеневке пустил в действие инженер А. В. Ребиков в 1883. Мощности станции едва хватало для освещения храма, поэтому для иллюминации коронации Александра III в том же году пришлось развернуть передвижную электростанцию на Софийской набережной. В 1906 по проекту архитектора В. Н. Башкирова на Болотной набережной была построена Московская трамвайная электростанция — ГЭС-2.
Восточная часть набережной, между Болотной площадью и Балчугом, была застроена крупными зданиями, среди которых выделяется Кокоревское подворье, занимавшее целый квартал между рекой и каналом, и дом дешёвых квартир на углу Фалеевского переулка.

### Современность
В начале 1990-х гг. правительство Москвы заявило о планах реконструкции берсеневской промышленной зоны; впоследствии идея реконструкции Берсеневки и Болота получила броское имя «Золотой Остров». Были снесены здания, примыкающие к Москворецким мостам — на их месте по сей день пустыри и маловыразительное здание «Царёва Сада». В 2000-е годы программа практически встала, из-за разногласия между интересами различных групп, «застолбивших» участки острова. «Корпорация развития территорий», в 2003 назначенная генеральным менеджером проекта, не сумела его организовать и была отстранена от управления в начале 2007.
В 2007 активно строился единственный объект «Острова» — продолжение пешеходного Патриаршего моста по эстакаде через Берсеневку к Якиманке. Сдача моста запланирована на конец 2007 года. Вся существующая застройка Болотной набережной от яхт-клуба до нового моста идёт под снос, на её месте планируется плотная офисная застройка. Электростанция и «Ударник» — сохраняются. Широко обсуждается проект «подводной» автостоянки под Водоотводным каналом.
Между тем, на Софийской набережной продолжается разрушение заброшенных исторических домов (номер 4—24), которые (за исключением дома 14, бывшей усадьбы Харитоненко, резиденции посла Великобритании) запланированы к сносу. На их месте планируется выстроить гостиничный комплекс (140 тысяч м²) и жилой дом (свыше 36 тысяч м²). Фасады Кокоревского подворья по Болотной планируется сохранить, а на месте дома бесплатных квартир Бахрушина выстроить квартал-новодел (не трогая, конечно же, здания Роснефти, в прошлом также дома бесплатных квартир).
В 2011—2012 годах Болотная набережная и Болотная площадь стали местом проведения нескольких крупных митингов «За честные выборы».

## Примечательные здания

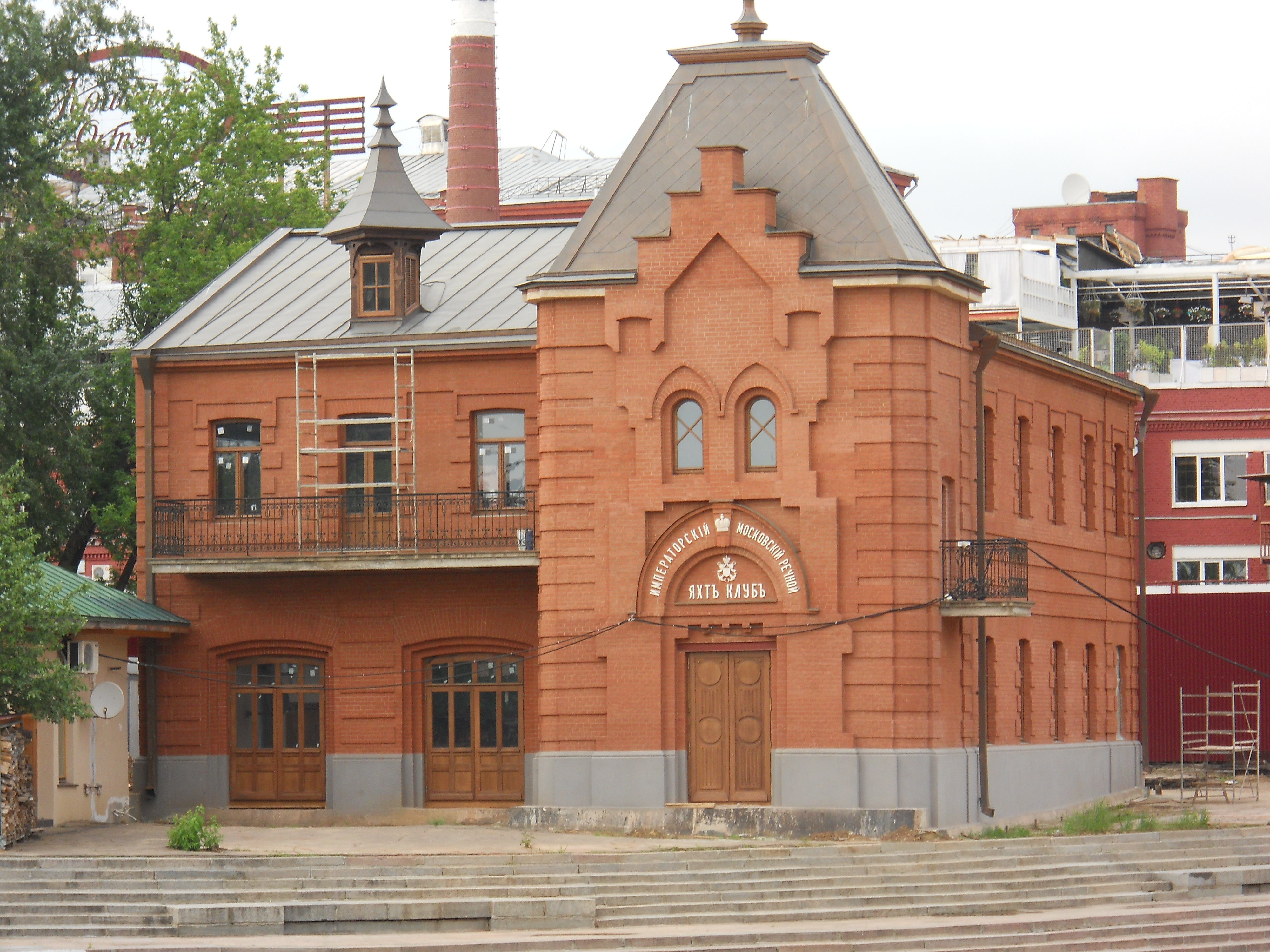
№ 1/9, здание бывшего Московского Яхт-клуба.

- № 1-3 — Строения бывшего Московского речного яхт-клуба.
  - N 1/9 — б. Московский Яхт-клуб (1893, архитектор К. В. Трейман; 2-я половина XX века), объект культурного наследия регионального значения[1]
  - № 3, стр. 1 — Доходный дом — Производственный корпус (188; 1978)[1].
  - № 3, стр. 3 — Производственный корпус со складскими помещениями, павильоном и мастерскими (1880, архитектор Соколов; 1894, архитектор Ф. И. Роде)[1].
- N 5, 7 — фабрика «Красный Октябрь» (бывшая Эйнем)
  - № 5, стр. 1 — Производственный корпус фабрики «Эйнем» (1904, архитектор Б. Чиаров; 2-я полровина XX века), ценный градоформирующий объект[1].
  - № 7, стр. 1 — Жилой дом — производственный корпус Товарищества паровой фабрики «Эйнем» (1890, архитектор Жерский; начало XX века), ценный градоформирующий объект[1].
- № 9, стр. 1 — Трансформаторная подстанция с помещениями распределительного устройства, щита и проектного бюро Московской электрической станции (1952, архитектор Л. С. Животовский), ценный градоформирующий объект[1].
- № 11, стр. 1, 2, 3 — Хозяйственные корпуса кондитерской фабрики «Красный октябрь» (1932)[1].
- № 15, стр. 1,  памятник архитектуры (региональный) — Центральная электрическая станция городского трамвая (ГЭС-2) с оградой вдоль участка (1904—1908, архитектор В. Н. Башкиров)[1].
  - № 15 стр. 2 — жилой дом администрации Московской электрической станции — административное здание (1904—1906, архитектор В. Н. Башкиров; 1930-е)[1].
  - № 15, стр. 3,  ЦГФО — жилой дом (1930-е, архитектор В. А. Красильников) в основе которого — хозяйственный корпус винных складов Торгового дома «Смирнова И. А. Сыновья» (1868)[1].
  - № 15, стр. 5 — производственный корпус Центральной научно-исследовательской электрической лаборатории (1920-е годы, 1953—1957)[1].
  - № 15, стр. 10 — по некоторым данным, дом мог быть последним сохранившимся корпусом относящегося к XVIII веку комплекса Винно-соляного двора, снесённого в 1920—1930-х годах. Вместе со строением № 11 был незаконно снесён по заказу ОАО «ОЭК» для расчистки территории под строительство электроподстанции в выходные, 3—4 января 2015 года, без каких-либо документов или ордера на снос.